# BU・SU
『BU・SU』（ブス）は、1987年公開の日本映画。市川準監督、富田靖子主演。

## 概要
CMクリエイターとして活躍していた市川準の映画監督デビュー作。ひねくれた性格ブスの女の子が次第に成長し、自分の殻を破り自立して素直になっていく姿を描く。
主人公の麦子は当初、歯並びが悪いとか見た目も悪くしようとかルックスにコンプレックスを持っている女の子という話もあったが、監督の市川が見た目じゃなく精神的に閉じた感じの女の子にしようと言ったという。市川は「ブス」という言葉の意味を、どうしても「容姿」のこととしてはとらえたくなくて、いまを生きている若者の多くが感じている「心の閉塞感」が「BU・SU」という「記号」になればと思っていたと述べている。
フィルムは普通本番から回すが、市川はテストの段階からフィルムを回すことがあったという。通常、フィルムは100分の映画で約9000フィート、許容尺数がその4～5倍で4～5万フィートだが、本作では10万フィート以上になった。
1987年のキネマ旬報ベスト・テン第8位、読者選出第2位。2004年第6回ウディネ・ファーイースト映画祭招待作品。

## ストーリー
18歳の森下麦子はどこにでもいる普通の女子高生だが、複雑な家庭環境ゆえに少々性格のひねくれた暗い女の子だった。そんな心の“ブス”を直すため田舎から上京、置屋を営む叔母に“鈴女（すずめ）”という名をもらい芸者見習い修行をしながら高校に通っている。
高校でのクラスはまったく纏まりがなく各々好き勝手なことをする者、クラスメイトをからかう者、見下す者など様々。
折しも文化祭を控えた時期。
やる気のない彼等は出し物を決めかねていた。そんな中、転校初日の麦子に半ば押し付ける形で彼女が「八百屋お七」を舞うことになる。
お七の舞いとは、かつて芸者をしていた麦子の母親が舞い、その界隈では伝説になっているほどのものだった。
少ないながらも仲間も出来、叔母のサポートを得た麦子の地道な努力は、やがてバラバラなクラスメイトの心も動かし自分の殻も打ち破るまでになっていた。
文化祭当日、クラスメイトや関係者が見守る中、舞台で麦子が八百屋お七を華々しく舞っている。麦子がやぐらの梯子を登りかけた矢先、手作りゆえに重さに耐えきれず梯子が壊れやぐらも倒壊、収拾のつかない散々な終わり方をしてしまう。
失意の中、後続の出演者の波に飲まれ身動き出来ずにうずくまる麦子を、自身も挫折を味わったばかりのクラスメイトの一人の男子が校庭へと連れ出す。
キャンプファイアーのために組まれたやぐらに、火の着いたランタンを投げるよう促された麦子は、思いの丈を込めて思い切り投げ入れる。
燃え上がる炎を眺める麦子の心はいつしか晴れ晴れとしていた。

## キャスト
森下麦子（鈴女）
演 - 富田靖子
東京の凌雲高校の3年B組に転入する。芸者修行しながら、お茶屋のお運びさんとして先輩芸者や客の料理を配膳する。心のひねくれた陰気臭い性格で口数が少なく、鬱屈とした気分で日常を過ごす。また、心の中では母親に対する反発心や、楽しそうに暮らす同級生たちへの嫉妬、及び自分の境遇に対する不満のようなものを抱えている。ある日高校をサボって都内のとある街をほっつき歩き、様々な人間模様を垣間見る。高校の文化祭では、歌舞伎の演目の一つである「櫓のお七」(八百屋お七の人形振り)に挑戦する。
胡蝶
演 - 大楠道代
置屋「蔦屋」（つたや）の女将。麦子の叔母。面倒見は良いが、芸事に関しては厳しく指導する。いまいち芸者修行に身が入っていない麦子に、揚羽たち芸者がお茶屋への移動時に乗る人力車の後ろを走ってついていくよう命じる。麦子が高校を無断欠席した後、「いろんなものから逃げてるうちに何か見つかるかもしれないね」と突き放す。その後、麦子から頼まれて「櫓のお七」の踊りを教え始める。
揚羽（あげは）
演 - 伊藤かずえ
「蔦屋」の跡取りで人気芸者。胡蝶の娘で、麦子とは従姉妹同士。お座敷では男性客の猥談にもそつなく対応しているが、プライベートでは恋人らしき北崎との関係に悩んでいる。
津田邦彦
演 - 髙嶋政宏
3年B組の生徒。クラスの中でも特に目立つ男子生徒。ボクシング部所属。夜にロードワークに出た所、偶然踊りの練習をする麦子を見つけて芸者の卵であることを知り、麦子の存在が気になりだす。ある日休み時間にトラブルになった清水に傘で左腕を刺されて骨にヒビが入ってしまう。優秀な父と兄に対して劣等感を感じている。
京子
演 - 藤代美奈子
3年B組の生徒。クラスの中でも特に目立つ女子生徒。津田と付き合ってる模様。文化祭の実行委員を担当し、クラス対抗での出し物を何にするか生徒たちに案を出してもらう。しかし後日、麦子について邦彦が何気なく「かわいい所がある」と言ったことに嫉妬して、彼女に実行委員を押し付ける。
北崎
演 - イッセー尾形
お座敷の客。揚羽に好意を寄せており、胡蝶に揚羽と結婚させてくれるよう頼む。後日、仕事で5年間ブラジルで駐在することが決まる。
怜子
演 - 白島靖代
3年B組の生徒。休み時間に読書をしていた所、清水が邦彦とトラブルになって暴れ出したため止めようとする。ある日、登校するために電車に乗った麦子と同じ車両に乗り合わせるが、高校のある駅では降りず、気になって自身も降りなかった麦子の一瞬の隙をついて見知らぬ駅で電車を降りて雑踏の中に消える。その後は詳らかでないが、彼女が不在の学校の席がしばしば映し出される。
ぽん太
演 - 室井滋
「蔦屋」の先輩芸者。噂好きで、雪乃が過去に芸者時代の話や芸者を辞めた経緯などを他の芸者に教える。
春千代
演 - 伊織祐未
「蔦屋」の先輩芸者。お座敷で揚羽、菜の花と共に舞を披露する。高校の文化祭前日に麦子の踊りのリハーサルを観に来る。
菜の花
演 - 香苗圭子
「蔦屋」の先輩芸者。お座敷で揚羽、春千代と共に舞を披露する。高校の文化祭前日に麦子の踊りのリハーサルを観に来る。
辰巳
演 - はやしこば
「蔦屋」の芸者たちの色々と世話をする人。麦子と三味線の稽古に行った日に円乗寺そばの八百屋お七の墓に通りすがり、お七の話や雪乃が過去に踊った「櫓のお七」について語る。後日開かれた高校の文化祭に訪れ、麦子が踊る「櫓のお七」の人形振りを観覧する。
中川
演 - 中村育代
3年B組の担任である女性教師。社会科担当。自身のクラスの生徒たちから舐められており、まともに授業を聞いている者が少ない状態。密かに趣味で社交ダンスをやっており、文化祭実行委員の役目を躊躇する麦子に自身のダンス時の写真を見せ、「やってみれば？」と背中を押す。
清水岩男
演 - 星野雄史
3年B組の生徒。麦子の隣の席に座っている。指を怪我した時に麦子から絆創膏をもらったことで接点ができる。趣味は切手集めで、1963年の10円切手である「本多平八郎姿絵（千姫）」を麦子に譲る。高校の文化祭では、麦子に協力して「櫓のお七」の黒子役を桜子と2人で務める。
桜子
演 - 広岡由里子
3年B組の生徒。不美人で、ある日同じクラスの生徒たちに、見た目に絡んだ悪質なジョークで笑い者にされる。しかし、直後にかばってくれた麦子と親しくなり、後日文化祭の出し物を考えることになった彼女を手伝う。麦子の「櫓のお七」人形振りでは、黒子役として練習に付きそう。その稽古の休憩中、麦子と“家族”や“男と女”について思っていることを伝え合う。
キャップを被ったボーダーシャツの男子生徒
演 - 山崎直樹
トレーナー
演 - 輪島功一
邦彦のミット打ちの相手をしながら、「お前はいい右パンチを持っている」と褒める。高校の文化祭では、リングコーナーで邦彦の試合を見守る。
客
演 - 大塚周夫
お座敷の客。宴席で揚羽に着物の時にブラジャーを付けるかどうかを尋ね、お座敷遊びの「金比羅船々」を楽しむ。
客
演 - 中村伸郎
お座敷の客。両隣にいる芸者たちに、知人の役者の話を聞かせる。
客
演 - すまけい
お座敷の客。お運びをする麦子に肩を揉むよう命じる。
司会者
演 - 小倉久寛
テレビ番組の司会者。番組内で文化祭中の凌雲高校と中継を結び、ゲストであるピンクジャガーの歌唱時のフリを出す。
ピンクジャガー
演 - ピンクジャガー（浜田範子&鈴木幸恵）
本人役だが、作中では凌雲高校のOBという設定。創立100周年記念である凌雲高校の文化祭にゲスト出演して、会場を盛り上げる。
森下雪乃
演 - 丘みつ子
麦子の母。スナック＆喫茶店を営んでいるが、他の女と不倫していた夫に先立たれた模様。実家を出て東京で暮らすことになった麦子のことを心配し、蔦屋に電話をかけて娘の様子をうかがう。若い頃は蔦屋で芸者をしており、浅草公会堂で八百屋お七を題材にした踊りを踊ったこともある。
ナンパ男
演 - 峯のぼる
サラリーマン風の中年男。ある日交差点で信号待ちをする麦子に出会い、声をかけて喫茶店でお茶をする。総武線を気に入っている。麦子と店を出た後ラブホテルに連れて行こうとする。
ビアガーデンの女
演 - （役者名不明）
ビアガーデンで酔っていた所、隣のテーブルの麦子たちの話に興味を持って途中から相席する。学生時代に音楽系の学校への進学を経済的理由により挫折し、現在は上野の卓球道具屋で力仕事をしながら、人の亭主に惚れている。「死にたい」と漏らす麦子に「教室にいる人間は死んじゃいけない」と励ましながら、自身は「力仕事をして人の亭主に惚れている姿は教室の窓からは見えなかった」と愚痴る。
ナナ
演 - 島崎夏美
麦子の故郷での友人。麦子同様に東京に出てきており、ある夜に偶然麦子と出会う。麦子をアジア人の夫と赤ん坊のいる狭いアパートに誘い、麦子は彼女のささやかな幸せを実感する。

## スタッフ
- 監督：市川準
- 脚本：内館牧子
- 音楽：板倉文
- 主題歌：原由子『あじさいのうた』（タイシタレーベル）
- 挿入歌：原由子『Tonight’s the night』
- 日舞指導：藤間豊之助
- 撮影：小林達比古
- 美術：市川敏明
- 編集：奥原好幸
- 録音：宮本久幸
- 照明：磯崎英範
- 助監督：天間敏広、吉田多喜男
- 音響効果：伊藤進一
- スタジオ：にっかつ撮影所
- 現像：東京現像所
- プロデューサー：平林邦介、出口孝臣、中沢敏明
- 企画：アミューズ・シネマ・シティ
- 製作協力：セディック・インターナショナル
- 製作：東宝映画、アミューズ・シネマ・シティ
- 配給：東宝東和

## エピソード
- 本作は当初大林宣彦が撮る予定で脚本まで完成していた[5][6]。しかし『漂流教室』の撮影が長引き不可能になった。
- オープニングとエンディングの麦子と母親の海岸と思しきシーンは本作クランクアップ後、富田がすでに次の映画の撮影に入っていた時期に追加で撮影された。
- 東宝の100％子会社である株式会社東宝映画の製作だが、配給は東宝ではなく東宝東和が担当、実際の製作は日活撮影所で行われるという異例の体制が組まれた。

## 受賞
- 文化庁優秀映画作品賞
- 第9回ヨコハマ映画祭 主演女優賞（富田靖子）
- 第2回高崎映画祭 ベストアイドル賞（富田靖子）
- 第11回日本アカデミー賞 新人俳優賞（髙嶋政宏）[注 2][7]
- 第30回ブルーリボン賞 新人賞（髙嶋政宏）[注 2]
- 第12回報知映画賞 新人賞（髙嶋政宏）[注 2]
- 第42回毎日映画コンクール スポニチグランプリ新人賞（髙嶋政宏）[注 2]
- 第61回キネマ旬報ベスト・テン 新人男優賞（髙嶋政宏）[注 2]

## 小説版
脚本の内館牧子が自らの脚本をもとにしたノベライズを講談社X文庫ティーンズハートより1987年に書き下ろしている。映画とは異なり主人公は外見のブスな女の子に設定されている。1996年には『BU・SU すべてのプリティ・ウーマンへ』と改題して加筆改訂されたものが講談社より刊行され、1999年に講談社文庫で文庫化された。

### 書誌情報
- BU・SU（1988年2月、講談社X文庫、ISBN 978-4061701878）
- BU・SU すべてのプリティ・ウーマンへ（1996年7月、講談社、ISBN 978-4062082464）
- BU・SU すべてのプリティ・ウーマンへ（1999年6月、講談社文庫、ISBN 978-4062645928）